# Dominik Turudić
Dominik Turudić (* 12. März 1994 in Hessen) ist ein ehemaliger deutsch-kroatischer Basketballspieler. Er stand zuletzt beim VfB 1900 Gießen unter Vertrag.

## Laufbahn
Turudić wurde als Sohn kroatischer Eltern in Hessen geboren und begann im Alter von sechs Jahren mit dem Basketball. Während seiner Jugendzeit spielte er auch Fußball, American Football und Tennis. Er kam für Gießen in der Jugend-Basketball-Bundesliga, Nachwuchs-Basketball-Bundesliga und der Basketball-Bundesliga zum Einsatz. In der Jugendabteilung der Gießen 46ers war Turudić einer der Leistungsträger und erspielte sich somit einen Platz im Kader der ersten Mannschaft. In der Basketball-Bundesliga kam er in zwei Saisons zu insgesamt zwölf Einsätzen.
Nach seinem Weggang aus Gießen folgten Stationen in Bosnien und Herzegowina, bei den Dresden Titans und Schwelmer Baskets jeweils in der 2. Bundesliga ProB sowie in Italien. Anschließend war er wieder in Mittelhessen aktiv, spielte beim TV Lich in der Regionalliga und wechselte im Sommer 2018 zum VfB 1900 Gießen (ebenfalls Regionalliga).